# Relacja pociągu
Relacja pociągu – droga przejazdu pociągu pomiędzy punktem rozkładowym początkowym i końcowym, przy czym punkt początkowy relacji pociągu nie może być jednocześnie jej punktem końcowym.